# Guerreiro Ramos
Alberto Guerreiro Ramos (Santo Amaro da Purificação, 13 de setembro de 1915 — Los Angeles, 6 de abril de 1982) foi um sociólogo e político brasileiro.
Como proeminente sociólogo e intelectual afro-brasileiro, Alberto Guerreiro Ramos foi figura de grande relevo da ciência social no Brasil no século XX. Suas ideias influenciaram intelectuais de todo o mundo na sociologia, na política e na administração. Em 1956, Pitirim Sorokin, ao analisar a situação da sociologia, incluiu Guerreiro Ramos entre os autores que mais contribuíram para o progresso da disciplina.
Guerreiro Ramos desenvolveu conceitos fundamentais para sua análise da sociedade e das organizações, como a Redução Sociológica, a Síndrome Comportamental e a Racionalidade Substantiva.

## Início da vida e Formação
Alberto Guerreiro Ramos nasceu em 13 de setembro de 1915, na cidade de Santo Amaro da Purificação, na Bahia. Filho de pequenos agricultores, mudou-se para Salvador ainda na infância e, após o falecimento de seu pai, começou a trabalhar aos onze anos de idade para ajudar no sustento da família. Posteriormente, transferiu-se para o Rio de Janeiro, onde deu continuidade aos seus estudos e formação intelectual.
Na capital fluminense, Guerreiro Ramos ingressou na Universidade Federal do Rio de Janeiro (UFRJ), onde obteve duas graduações: uma em Ciências Sociais pela Faculdade Nacional de Filosofia (FNFi), em 1942 e outra em Direito pela Faculdade de Direito. Essa formação dual nas ciências sociais e jurídicas seria fundamental para sua posterior atuação interdisciplinar e sua análise crítica da sociedade e das instituições brasileiras.
Sua trajetória profissional inicial incluiu atuação no serviço público. Em 1943, Guerreiro Ramos começou a trabalhar como técnico de administração no Departamento Administrativo do Serviço Público (DASP), órgão central do governo federal na época, responsável pela modernização e racionalização da administração pública no Brasil. Sua experiência no DASP proporcionou um contato direto com os desafios e as práticas da burocracia estatal brasileira.
Em 1949 assumiu a direção do Instituto Nacional do Negro e teve forte atuação em defesa de maior integração social dos afrodescendentes e da positivação de seus valores, criticando o padrão estético europeu artificialmente adotado pelo Brasil, em detrimento de outras contribuições étnico-culturais.
Em 1952, começou a trabalhar na Assessoria Econômica da Casa Civil do segundo governo de Getúlio Vargas (1951–1954). Durante esse período, juntou-se à Escola Brasileira de Administração Pública, criada no âmbito da Fundação Getulio Vargas.
A ligação de Alberto Guerreiro Ramos com a Fundação Getulio Vargas (FGV), especialmente com a Escola Brasileira de Administração Pública (EBAP), foi duradoura e significativa para o desenvolvimento do pensamento administrativo no Brasil. A FGV, particularmente através da EBAP, tornou-se um centro importante para a modernização da administração pública e a formação de gestores no país, e Guerreiro Ramos foi uma figura chave nesse processo.
Na FGV, Guerreiro Ramos atuou como professor e pesquisador, influenciando gerações de estudantes e contribuindo para a produção de conhecimento na área de administração.

### O Período no ISEB: Atuação, Debates e Contribuições
Entre 1955 e 1959, Alberto Guerreiro Ramos dirigiu a área de sociologia do Instituto Superior de Estudos Brasileiros (ISEB), um dos períodos mais significativos na trajetória. Fundado em 1955, o ISEB tornou-se rapidamente um centro nevrálgico de debates intelectuais e políticos sobre o desenvolvimento do Brasil, reunindo importantes pensadores engajados na formulação de um projeto nacional.
Guerreiro Ramos teve um papel central e proeminente no ISEB, contribuindo ativamente para as discussões que visavam compreender a realidade brasileira e propor caminhos para o seu desenvolvimento autônomo. Sua participação no instituto foi fundamental para a consolidação e divulgação de suas ideias sobre o problema nacional do Brasil e o nacionalismo desenvolvimentista.
Durante este período, ele aprofundou suas análises sobre as estruturas sociais e políticas do país, criticando a dependência intelectual e a adoção acrítica de modelos estrangeiros, e defendendo a construção de uma ciência social enraizada na realidade brasileira. O ISEB foi o palco para a gestação ou consolidação de conceitos importantes de sua obra. A obra Introdução Crítica à Sociologia Brasileira, fundamental para sua crítica à sociologia vigente, está intimamente ligada às reflexões desenvolvidas nesse ambiente. O livro O Problema Nacional do Brasil também é uma expressão marcante de suas preocupações e propostas desse período.
No ambiente intelectualmente dinâmico do ISEB, Guerreiro Ramos participou de intensos debates com outros intelectuais de destaque. Uma divergência notória foi com Hélio Jaguaribe, centrada em questões relacionadas ao nacionalismo e ao desenvolvimento político do Brasil, especialmente no contexto da crise de 1958. A discussão refletia diferentes concepções sobre como o país deveria construir seu futuro autônomo, podendo ser enquadrada, conforme análises, na tensão entre visões "universalistas" e "nacionalistas" na formulação de um projeto para o Brasil . Guerreiro Ramos defendia um nacionalismo forte e um desenvolvimento partindo das especificidades brasileiras, enquanto Jaguaribe propunha uma abordagem mais universalista.
O período no ISEB representa, portanto, uma fase crucial na trajetória de Alberto Guerreiro Ramos, onde ele consolidou sua posição como um dos principais intelectuais brasileiros engajados na busca por um projeto nacional autônomo e na construção de uma ciência social crítica e relevante para o Brasil.

### Carreira Política e Institucional
Após seu período no ISEB, Guerreiro Ramos intensificou sua atuação política e institucional. Ingressou na política partidária em 1960, quando se filiou ao Partido Trabalhista Brasileiro (PTB), onde fez parte do diretório nacional. Na eleição de outubro de 1962 candidatou-se a deputado federal pelo Estado da Guanabara, na legenda da Aliança Socialista Trabalhista, formada pelo PTB e o Partido Socialista Brasileiro (PSB), obtendo apenas a segunda suplência de Leonel Brizola. Ocupou uma cadeira na Câmara dos Deputados de agosto de 1963 a abril de 1964, quando teve seus direitos políticos cassados pelo Ato Institucional nº 1.
Em sua atuação como parlamentar, Guerreiro Ramos defendeu o monopólio estatal do petróleo, a nacionalização da indústria farmacêutica e dos depósitos bancários. Para promover a reforma agrária, defendia o pagamento das desapropriações em títulos da dívida pública. Defendeu também as reformas eleitoral (voto para os analfabetos e soldados e elegibilidade de todos os eleitores), bancária e administrativa.
Guerreiro Ramos também foi Secretário do Grupo Executivo de Amparo à Pequena e Média Indústrias do BNDES, assessor da Secretaria de Educação da Bahia, e técnico de administração do Departamento Nacional da Criança. Atuou também como delegado do Brasil junto à Organização das Nações Unidas.
Como jornalista, Alberto Guerreiro Ramos colaborou em O Imparcial, da Bahia, O Diário, de Belo Horizonte, e Última Hora, O Jornal e Diário de Notícias, do Rio de Janeiro.

### Reconhecimento internacional e fim da vida
Em 1955, foi conferencista visitante da Universidade de Paris. Ao ser expulso do país pelo Regime Militar, foi convidado a lecionar na University of Southern California (USC) a partir de 1966, radicando-se nos Estados Unidos. Pronunciou conferências em Pequim, Belgrado e na Academia de Ciências da União Soviética.  Nos anos de 1972 e 1973 foi "visiting fellow" da Yale University e professor visitante da Wesleyan University.
Em 1980, de volta ao Brasil, ele leciona na Universidade Federal de Santa Catarina (UFSC), onde organiza um mestrado em Planejamento Governamental, baseado em sua teoria da delimitação de sistemas sociais.
A Universidade de Toronto publicou em 1981 a edição inglesa de sua última obra, escrita em inglês e traduzida para o português, The New Science of Organizations: a reconceptualization of the wealth of nations (A nova ciência das Organizações, uma reconceituação da riqueza das nações).
Foi autor de dez livros e de numerosos artigos, muitos dos quais têm sido publicados em inglês, francês, espanhol e japonês. Entre outros assuntos, estudou a questão racial. Seu reconhecimento internacional está registrado em depoimentos de norte-americanos e brasileiros, em uma obra bilíngue (português-inglês): Guerreiro Ramos: Collection of Testimonials (2014).
Ao voltar aos Estados Unidos em abril de 1982, Guerreiro Ramos recebe o prêmio Phi Kappa Phi. Uma semana depois, faleceu em 6 de abril de 1982, em Los Angeles, aos 66 anos, vitimado por um câncer.

## Pensamento

### Influências
O pensamento de Alberto Guerreiro Ramos foi forjado em um intenso diálogo crítico com diversas tradições teóricas e autores, assim como com o contexto político e social de sua época. Embora avesso a filiações rígidas ou "seguismos", ele se apropriou de conceitos e problemáticas de diferentes fontes para construir sua própria abordagem da realidade brasileira e das ciências sociais.
Entre as influências teóricas identificadas em sua obra, destaca-se a de Max Weber, especialmente em sua sociologia da administração e nas reflexões sobre a racionalidade. A crítica de Guerreiro Ramos à razão instrumental, que fundamenta sua concepção de Síndrome Comportamental, dialoga com a Escola de Frankfurt, em autores como Karl Mannheim, Adorno e Horkheimer.
Sua formulação da Racionalidade Substantiva remete à noção aristotélica de razão, que envolve a deliberação sobre valores e finalidades, diferenciando-se da racionalidade instrumental focada nos meios. Análises acadêmicas contemporâneas também apontam para uma complementaridade entre a abordagem da racionalidade substantiva de Guerreiro Ramos e a teoria da ação comunicativa de Jürgen Habermas.
O conceito de "Homem Parentético" e a ideia de colocar a realidade "entre parênteses" para analisá-la criticamente parecem ter relação com a fenomenologia de Edmund Husserl. Uma fonte sugere ainda uma proximidade de sensibilidade, marcada por um senso trágico e cético, com pensadores russos como Dostoievski e Berdiaeff.
Além das influências teóricas, Guerreiro Ramos foi profundamente moldado pelo contexto histórico e político brasileiro dos anos que viveu, com destaque para os debates sobre o desenvolvimento nacional, o papel do Estado e a questão racial, elementos centrais em sua atuação no ISEB. Sua práxis no Teatro Experimental do Negro e sua análise da questão racial o coloca ao lado de pensadores que abordaram a experiência da negritude e a descolonização.

## Obra

### Esforços de teorização da realidade nacional politicamente orientados
Em seu livro Introdução Crítica à Sociologia Brasileira (1957), Guerreiro Ramos analisa diferentes correntes de pensamento que buscaram teorizar a realidade brasileira com orientação política. Ele examina o Manifesto Republicano de 1870, destacando que os republicanos, apesar de defenderem o fim de privilégios imperiais e a descentralização, não propunham alterações na ordem econômico-social agrária e, na prática, priorizavam acordos pragmáticos
Sobre o Movimento Positivista, concentrado no Exército Brasileiro, Guerreiro Ramos reconhece sua contribuição para o ensino da sociologia e a influência na ação política, mas critica a transplantação acrítica da sociologia comtiana e seu eurocentrismo. Apesar disso, aponta que os positivistas contribuíram indiretamente para mudanças sociais importantes, como a abolição da escravatura e a secularização do Estado, não por uma análise aprofundada da realidade, mas por sua busca por um modelo de "sociedade normal" baseado na Europa. Das figuras representativas desse esforço de teorização, Guerreiro Ramos destaca Francisco José Brandão, Aníbal Falcão e Teixeira Mendes.
Guerreiro Ramos valoriza a defesa de Sylvio Romero sobre a necessidade da teoria fundamentar a ação política e sua crítica à aplicação de conceitos (como "partido proletário") inadequados à realidade rural brasileira da época. Também considera positiva a crítica de Romero ao presidencialismo em favor do parlamentarismo, vista como útil para identificar a concentração de poder no presidente nas principais propostas constitucionais de então, como a de Ruy Barbosa.

### A Redução Sociológica
A redução sociológica é um conceito central na obra de Guerreiro Ramos, apresentado em seu livro homônimo de 1958. O autor criticava a sociologia que considerava distante ("de gabinete", "consular"), importada e inadequada para explicar a realidade local, postura que, em sua análise, contribuía para a dependência intelectual. A sua proposta de generalização da prática da redução sociológica visa promover a descolonização da ciência social no Brasil, buscando uma abordagem enraizada na realidade nacional. Guerreiro Ramos defendia que o sociólogo brasileiro deveria ir além da simples assimilação de teorias estrangeiras, atuando de forma engajada para a resolução de problemas sociais específicos do país, o que, por sua vez, exigiria tanto adequar teorias e conceitos surgidos em outros contextos, quanto a criação de novos.
Guerreiro Ramos confere à redução sociológica três significados distintos, foram explorados em vários de seus livros:
1. Assimilação crítica da produção estrangeira, entendida como esforço de eliminação de todo e qualquer pressuposto, conceito ou raciocínio estranho ao contexto que recebe o "transplante" (A Redução Sociológica — 1958);[19]
2. Atitude parentética, entendida como preparação cultural da pessoa para transcender, no limite do possível, os condicionamentos circunstanciais que conspiram contra sua expressão livre e autônoma (Mito e Verdade da Revolução Brasileira – 1963; Modelos de Homem e Teoria Administrativa – 1970);
3. Superação da ciência social na forma institucional e universitária em que se encontra, tendente ao mimetismo e à alienação (Situação atual da sociologia – 1958; Administração e estratégia do desenvolvimento – 1966; A Nova Ciência das Organizações, 1981).[20]

### Comportamento e ação
Desenvolvido em A Nova Ciência das Organizações (1981), o conceito de síndrome comportamental (ou comportamentalista) descreve uma disposição socialmente condicionada que afeta a conduta humana em sociedades centradas na lógica de mercado. Sua principal preocupação é fazer uma explicação analítica da base psicológica da Teoria das Organizações e das Ciências Sociais dominantes.
Guerreiro Ramos distingue comportamento, baseado na racionalidade instrumental, e focado em conveniências e causas eficientes (conduta comum a seres humanos e animais), da ação, que se baseia na racionalidade substantiva e na deliberação sobre finalidades intrínsecas e valores éticos (conduta própria do ator político).
Segundo o autor, a predominância do comportamento sobre a ação leva os indivíduos a se comportarem como "engrenagens do sistema", perdendo o senso crítico e a capacidade de agir com base em critérios humanos substantivos. A síndrome comportamental se manifesta em características como a fluidez da individualidade, o perspectivismo, o formalismo e o operacionalismo positivista.
Por sua vez, a racionalidade substantiva é uma contraposição à racionalidade instrumental predominante nas sociedades de mercado e nas teorias administrativas tradicionais. Guerreiro Ramos argumenta que a racionalidade instrumental, embora útil para a esfera econômica (o ''oikos''), não deve dominar a vida social e política, onde as ações devem ser guiadas por valores éticos e finalidades intrínsecas.
A racionalidade substantiva está ligada à capacidade humana de deliberar sobre o que é bom e justo, baseando-se no senso comum e em princípios éticos. Guerreiro Ramos a relaciona à noção aristotélica de razão prática (e defende que o exercício dessa racionalidade é essencial para a vida política e para a ordenação da vida humana associada de forma plena e emancipadora. O autor propõe uma ciência social e uma abordagem das organizações que se baseiem nessa racionalidade, transcendendo a lógica puramente instrumental do mercado.
A ciência social de bases substantivas proposta por Guerreiro Ramos transcende o caráter episódico da sociedade centrada no mercado, considerando que a configuração atual da vida humana associada não é definitiva, mas apenas um estágio que pode ser superado. A teoria substantiva da vida humana associada não é uma nova ciência, sendo “tão velha quanto o senso comum”, e está sempre em elaboração, sendo expandida e acrescida pelo legado milenar de experiências e percepções da natureza humana e da vida humana associada. O que há de novo é justamente a necessidade de, novamente, se dar “ouvidos ao nosso eu mais íntimo”.

## Livros publicados
- 1949 — Introdução ao histórico da organização racional do trabalho. Rio de Janeiro: Editora Departamento Administrativo do Serviço Público (DASP) - Republicado em 2009 pelo Conselho Federal de Administração.
- 1950 — Sociologia do Orçamento Familiar. Rio de Janeiro: Editora Departamento de Imprensa Nacional.
- 1952 — A Sociologia Industrial. Formação, Tendências Atuais. Rio de Janeiro: Editora Cândido Mendes.
- 1955 — Sociología de la Mortalidad Infantil (Biblioteca de Ensayos Sociologicos). México: Instituto de Investigaciones de la Universidad Nacional.
- 1957 — Introdução Crítica à Sociologia Brasileira. Rio de Janeiro: Editorial Andes Ltda.
- 1958 — A Redução Sociológica - Introdução ao Estudo da Razão Sociológica. Rio de Janeiro: Editoral MEC/ISEB. - Reeditado em 1965 e 1996.
- 1960 — O Problema Nacional do Brasil. Rio de Janeiro: Editorial Saga.
- 1961 — A Crise do Poder no Brasil (Problemas da Revolução Nacional Brasileira). Rio de Janeiro: Editora Zahar.
- 1963 — Mito e verdade da revolução brasileira. Rio de Janeiro: Zahar.
- 1966 — Administração e Estratégia do Desenvolvimento - Elementos de uma Sociologia Especial da Administração. Rio de Janeiro: Editora da Fundação Getúlio Vargas.
- 1981 — A nova ciência das organizações: uma reconceituação da riqueza das nações. Rio de Janeiro: Editora da Fundação Getúlio Vargas - Reeditado em 1989 (FGV) e 2022 (Enunciado Publicações)[16]
- 1983 — Administração e Contexto Brasileiro - Esboço de uma Teoria Geral da Administração. Rio de Janeiro: Editora da Fundação Getúlio Vargas
- 1983 — Sociologia e a Teoria das Organizações - Um Estudo Supra Partidário. Santos: Editora Leopoldianum.

## Legado, Influências e Atualidade
A obra e a trajetória de Alberto Guerreiro Ramos exerceram e continuam a exercer influência em diversas áreas do conhecimento e no pensamento social e político brasileiro. Seu legado é retomado e reinterpretado por diferentes gerações de pesquisadores e ativistas.
No campo acadêmico e intelectual, sua influência é notável na Sociologia Brasileira e no Pensamento Social Brasileiro, especialmente por sua crítica radical e sua proposta de construção de uma ciência social autônoma e engajada com a realidade nacional. O campo dos Estudos Organizacionais Críticos no Brasil o reconhece como um de seus precursores fundamentais.
Sua contribuição para a Administração Pública brasileira é duradoura, sendo suas ideias utilizadas para analisar os desafios contemporâneos da área. Em 2010, em sua homenagem, o Conselho Federal de Administração instituiu o "Prêmio Guerreiro Ramos de Gestão Pública", cuja finalidade é a divulgação e a valorização dos estudos e ações de gestores públicos.
Figuras proeminentes foram influenciadas por seu pensamento, como o educador Paulo Freire. Mais recentemente, a pesquisa acadêmica tem destacado a continuidade do estudo de sua obra por novas gerações de pesquisadores, carinhosamente chamados de "guerreiristas", que exploram a atualidade de suas ideias e as aplicam a novos problemas e contextos. Entre os principais nomes que deram continuidade ao trabalho de Guerreiro Ramos, destacam-se Mauricio Serva, Francisco Gabriel Heidemann, Ariston Azevedo, Sérgio Luís Boeira e Gabriel Siqueira.
A relevância de Guerreiro Ramos se estende a debates contemporâneos em campos emergentes. Sua obra dialoga com a Ecologia Política e com a análise da Sustentabilidade e de novas formas de organização social, como ecovilas, que buscam a primazia da racionalidade substantiva.
Sua análise da questão racial no Brasil, com a crítica à patologização do negro e a proposta da Patologia do Branco, continua a influenciar os estudos sobre raça e relações raciais. Seu engajamento no Teatro Experimental do Negro (TEN) e a amizade com Abdias Nascimento são marcos de sua influência no ativismo e na cultura negra no Brasil.
Em suma, o legado de Alberto Guerreiro Ramos reside na força de sua crítica, na originalidade de seus conceitos e na capacidade de sua obra continuar a iluminar a compreensão do Brasil e a inspirar a busca por alternativas para os desafios sociais e organizacionais.